# Néoméris
Dans la mythologie grecque, Néoméris (en grec ancien Νεόμηρις / Neómêris) est une Néréide, fille de Nérée et de Doris, citée par Apollodore dans sa liste de Néréides. 

## Famille
Ses parents sont le dieu marin primitif Nérée, surnommé le vieillard de la mer, et l'océanide Doris. Elle est l'une de leur multiples filles, les Néréides, généralement au nombre de cinquante, et a un unique frère, Néritès. Pontos (le Flot) et Gaïa (la Terre) sont ses grands-parents paternels, Océan et Téthys ses grands-parents maternels.

## Évocation moderne

### Biologie
Le genre d'algues vertes des Neomeris tient son nom de la Néréide, de même que le genre d'annélides des Neomeris.

### Musique
- Elle est citée (« J'ai (...) livré Néoméris aux traits de Cupidon » dans la chanson, J'ai croisé les Néréides du groupe breton Tri Yann, dans son album Abysses (2007).